# Peters Bastion
Peters Bastion ist ein 1250 m hoher, wuchtiger und größtenteils eisfreier Berg im Palmerland auf der Antarktischen Halbinsel. Er ist die nördlichste Erhebung der Eland Mountains.
Der United States Geological Survey kartierte ihn 1974. Das Advisory Committee on Antarctic Names benannte ihn im Jahr 1976 nach Vernon William Peters (1934–1979), kommandierender Offizier der Flugstaffel VXE-6 der United States Navy bei der Operation Deep Freeze des Jahres 1974.